# Lego Star Wars: The Skywalker Saga
Lego Star Wars: The Skywalker Saga es un videojuego de Lego del género acción-aventura desarrollado por TT Games y distribuido por Warner Bros. Interactive Entertainment. Estuvo programado para ser lanzado a principios de 2021 para las plataformas Microsoft Windows, Nintendo Switch, PlayStation 4, PlayStation 5, Xbox One, y Xbox Series X|S, sin embargo en abril de 2021 se retrasó indefinidamente. Su fecha de salida definitiva fue el 5 de abril del 2022. El juego adaptó las nueve películas de la saga Skywalker añadiendo a estas el humor usual de los videojuegos Lego.

## Sistema de juego
A diferencia de la mayoría de los videojuegos de Lego en los que los jugadores tenían que avanzar a través de la historia en un orden lineal, los jugadores pueden elegir comenzar el juego desde el capítulo I, el IV o el VII, desbloqueando los siguientes respectivamente. Cada episodio tendrá cinco misiones de historia, haciendo un total de 45 niveles. El combate se ha renovado con respecto a títulos anteriores añadiendo combos al gameplay, con batallas de sable de luz, movimientos usando la fuerza para controlar objetos, personajes y enemigos y con toques de shooter en tercera persona. También se han añadido batallas de naves espaciales con un gameplay similar al de Star Wars Battlefront II
Al igual que en Lego Star Wars: El Despertar de la Fuerza, el centro del juego serán planetas icónicos de la saga Star Wars que pueden ser explorados. Muchas naves también tendrán áreas explorables, y generarán encuentros aleatorios. El videojuego también cuenta con un modo de juego libre para que el jugador pueda explorar estos planetas y rejugar misiones anteriores con total libertad y con cualquier personaje.

## Desarrollo
Un tráiler se estrenó en el E3 2019 durante la conferencia de prensa de Microsoft. Un segundo tráiler que muestra una escena de las nueve películas se lanzó el 20 de diciembre para coincidir con el lanzamiento de El ascenso de Skywalker.  El arte oficial se reveló el 4 de mayo de 2020.
Al igual que en Lego Star Wars: El Despertar de la Fuerza, Lego Star Wars: The Skywalker Saga utilizará a los actores de la saga Star Wars para que reinterpreten a sus personajes en el videojuego, con Billy Dee Williams anunciado para regresar como Lando Calrissian, Mark Hamill como Luke Skywalker y Matthew Wood como el General Grievous.

## Lanzamiento
El 7 de mayo de 2020, a través del canal de YouTube de Star Wars, se mencionó que la fecha de lanzamiento sería el 20 de octubre de 2020. El mismo día el vídeo fue eliminado y se volvió a subir recortando la parte en la que salía la fecha de lanzamiento. El 27 de agosto de 2020, durante la apertura de la Gamescom 2020, se anunció que el juego se lanzaría entre el primer y segundo trimestre de 2021 con versiones para Playstation 5 y Xbox Series X.
En septiembre de 2020 se anunció que el videojuego contaría con una versión deluxe, la cual incluiría un paquete de personajes de contenido descargable de The Mandalorian, Rogue One, Han Solo, The Bad Batch y personajes clásicos de la saga Star Wars. En abril de 2021 se anunció que The Skywalker Saga iba a ser retrasado indefinidamente. Durante la Gamescom de 2021, se anunció que la nueva fecha de lanzamiento del juego sería en el segundo trimestre de 2022.
El día 20 de enero lanzaron un tráiler de Gameplay de aproximadamente 7 minutos en el cual pusieron como fecha de salida del videojuego el día 5 de abril del 2022. El día 19 de febrero se subió al canal de IGN un Diario del Desarrollador con una duración de 5 minutos, manteniendo la fecha de salida del 5 de abril de 2022.